# Okahumpka
Okahumpka és una concentració de població designada pel cens dels Estats Units a l'estat de Florida. Segons el cens del 2000 tenia 251 habitants.

## Demografia
Segons el cens del 2000, Okahumpka tenia 251 habitants, 108 habitatges, i 72 famílies. La densitat de població era de 403,8 habitants/km².
Dels 108 habitatges en un 26,9% hi vivien nens de menys de 18 anys, en un 45,4% hi vivien parelles casades, en un 14,8% dones solteres, i en un 33,3% no eren unitats familiars. En el 25,9% dels habitatges hi vivien persones soles el 7,4% de les quals corresponia a persones de 65 anys o més que vivien soles. El nombre mitjà de persones vivint en cada habitatge era de 2,32 i el nombre mitjà de persones que vivien en cada família era de 2,74.
Per edats la població es repartia de la següent manera: un 18,7% tenia menys de 18 anys, un 9,6% entre 18 i 24, un 29,9% entre 25 i 44, un 30,3% de 45 a 60 i un 11,6% 65 anys o més.
L'edat mediana era de 40 anys. Per cada 100 dones de 18 o més anys hi havia 106,1 homes.
La renda mediana per habitatge era de 19.219 $ i la renda mediana per família de 50.268 $. Els homes tenien una renda mediana de 25.313 $ mentre que les dones 20.179 $. La renda per capita de la població era de 12.684 $. Entorn del 17,5% de les famílies i el 31,4% de la població estaven per davall del llindar de pobresa.

## Poblacions més properes
El següent diagrama mostra les poblacions més properes.